# Jan Willem Crous
Jan Willem Crous (* 8. August 1902; † vermisst seit 1. Januar 1945 bei Meseritz) war ein deutscher Klassischer Archäologe.
Jan Willem Crous wurde im Februar 1928 bei Ludwig Curtius an der Universität Heidelberg mit der Arbeit Florentiner Waffenpfeiler und Armilustrium promoviert. Er folgte seinem Lehrer an die Abteilung Rom des Deutschen Archäologischen Instituts, wo er seit dem 1. April 1929 als erster hauptamtlicher Bibliothekar tätig war. Für lange Jahre von besonderer Bedeutung war die von ihm erstellte Konkordanz zum Corpus Vasorum Antiquorum, die 1942 veröffentlicht wurde. Auch als sich viele andere Kollegen von ihnen abwandten, hielt Crous zu den ehemaligen jüdischen Kollegen, wie etwa zu Hermine Speier, die 1934 nach dem Berufsbeamtengesetz entlassen wurde und nach den italienischen Rassengesetzen von 1938 noch weiter in Bedrängnis geriet. Im Januar und Februar 1944 musste er die Bibliothek in Rom verpacken. Nach verschiedenen Zwischenstationen fanden die 1500 Kisten in drei Bahnwaggons im August und September des Jahres im Bergungsort Salzbergwerk Altaussee bei Salzburg ihren vorläufigen Zufluchtsort und wurden unter der Leitung von Armin von Gerkan und Crous eingelagert. Danach war er noch kurzzeitig in der Ausweichstelle des Römischen Instituts auf Schloss Niederhof bei Greifswald tätig, bevor er im Dezember 1944 eingezogen wurde und als Soldat kurz vor Ende des Zweiten Weltkrieges fiel.

## Schriften
- Florentiner Waffenpfeiler und Armilustrium. In: Mitteilungen des Deutschen Archäologischen Instituts, Römische Abteilung. Band 48, 1933, S. 1–119 (= Dissertation).
- Konkordanz zum Corpus vasorum antiquorum. Bretschneider, Rom 1942.